# Derecho militar

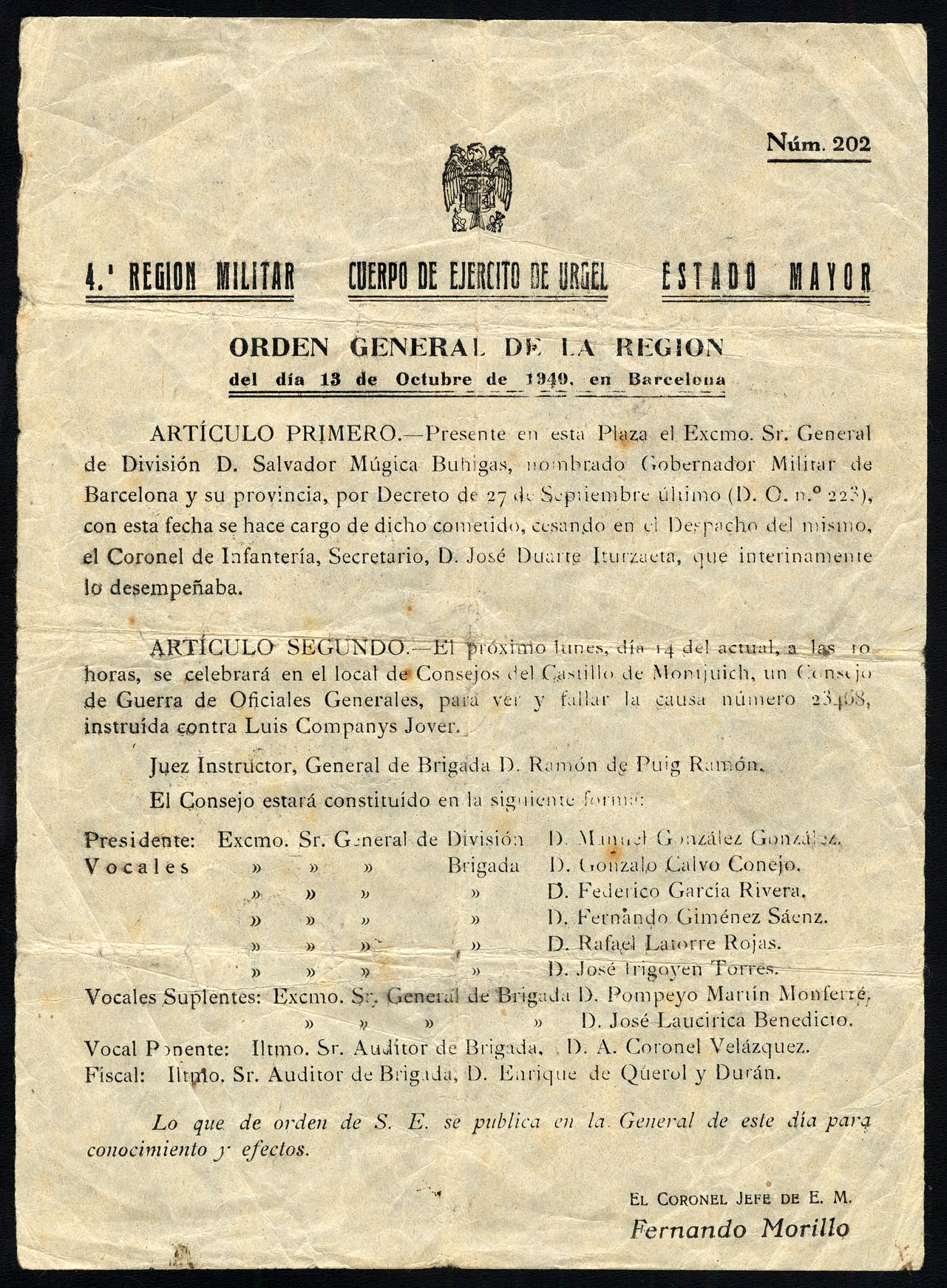
Derecho Militar

El derecho militar es el conjunto de disposiciones que regulan la organización, funciones y mantenimiento de las Fuerzas Armadas.
Leyes militares .-el conjunto de disposiciones legales que regulan la organización, funciones y mantenimiento de las instituciones armadas, para el cumplimiento de sus fines, en orden a la defensa y servicio de la patria».

## Contenido
Si bien se suele identificar al derecho militar con las leyes que castigan las infracciones militares (y que componen el derecho penal militar así como su Régimen Disciplinario)
Regula la conducta personal del soldado, las relaciones recíprocas del personal militar, los deberes de los miembros del ejército, las relaciones de estos con otros órganos del Estado y con la sociedad y, por último, la organización y funcionamiento de las instituciones armadas.
El derecho militar cuenta con una institucionalidad jurisdiccional propia, por lo que también debe regular su propio derecho procesal (derecho procesal militar).
En España aunque se considera derecho militar todas las relaciones que regulan el estamento castrense incluidas las administrativas, sólo enjuicia la jurisdicción militar las sanciones penales y administrativas (en vía de recurso). El resto de relaciones son conocidas por el orden contencioso-administrativo común. Por último, la militar es una jurisdicción especial que no constituye un orden jurisdiccional propio pero posee una sala en el Tribunal Supremo dedicada en exclusividad a esta jurisdicción (Sala Quinta).

## Clasificación
El derecho militar se clasifica dentro del derecho público. Regula las relaciones de los individuos con el Estado dentro del ámbito castrense.